# Friedrich von Knauss
Friedrich von Knauss (7 de febrer de 1724, Aldingen a Ludwigsburg—14 d'agost de 1789, Viena) va ser un rellotger i inventor alemany que va construir mecanismes de rellotgeria capaços, de manera elemental, de tocar instruments musicals, escriure frases curtes o realitzar altres tasques individuals especialitzades. El seu pare, Ludwig Knauss, també va ser rellotger. Friedrich va tenir un germà, Ludwig Johann, del qual se suposa que va nàixer l'any 1715 (o 1716).
A partir de 1739, Friedrich va estar al servei de la cort del Gran Duc de Darmstadt i el 1749 es va fer "Hofmechanikus" o "mecànic de la Cort". El 1750, juntament amb el seu germà, va construir el famós "Kaiserliche Vorstellungsuhr", o Rellotge de la Representació Imperial. Uns dels seus invents més notoris, encara que no gaire reeixits, van ser quatre caps mecànics parlants, construïts el 1770. El seu escàs èxit es va deure al fet que, el 1779, l'Acadèmia de Ciències de Sant Petersburg va posar com a tema per a un concurs per a mecànics i fabricants de òrgans, la construcció d'un cap parlant, especificant que la màquina fos capaç de pronunciar les cinc vocals.
Durant l'any 1778, Knauss va ser reclutat com a capità de l'artilleria de Viena.